# Gaietà Gil i Llagostera
Gaietà Gillet Gil i Llagostera Boguet (Barcelona, 1807 - Barcelona, 1890), va ser un compositor, flautista i violinista català. Va estudiar solfeig i composició amb Andreví, però a més va aprendre a tocar diversos instruments, destacant sobretot al violí que va estudiar amb Francisco Berini i a la flauta, amb Ignacio Cascante. Com a violinista, va sobresortir tant en el gènere concertant com en el de quartets. Com a flautista va ser un dels més importants a la seva època, de qui es deia que a més d'un so ple, rodó i suau posseïa una execució neta, àgil i de bon gust. Va ocupar durant vint-i-dos anys la plaça de primer flauta a l'orquestra del teatre de la Santa Creu de Barcelona, a més de ser flauta solista de la catedral de Barcelona. Va compondre obres religioses, orquestrals i ballables.

## Obres[1]

### Música eclesiàstica
- Dues misses de Glòria per a orquestra
- Rèquiem per a instruments de vent
- Dos Rosaris per a orquestra.

### Música orquestral
- Dues simfonies a gran orquestra
- Gran polca amb variacions

### Música de cambra
- Quatre fantasies per a flauta i piano

- Sonata per a flauta i piano
- Trio per a tres flautes

### Música per a flauta sola
- Nou exercicis